# Baby Dior
Ne doit pas être confondu avec Lady Dior.
Baby Dior est une marque de vêtements pour enfants fondée en 1967, qui appartient à l’entreprise Christian Dior Couture.

## Historique

### Préambule
Durant sa carrière, Christian Dior créé quelques vêtements pour les enfants de ses proches, ainsi que pour répondre à la demande de quelques clientes. Début 1957, Grace de Monaco demande au couturier de dessiner un trousseau de naissance pour sa fille Caroline. Celle ci, encore bébé, apparaitra deux ans plus tard sur les photos officielles habillée en Dior. Cette même année 1957, alors que Christian Dior meurt au mois d'octobre, Marc Bohan devient directeur artistique pour le prêt-à-porter de Dior à Londres, alors qu'Yves Saint Laurent est chargé de la haute couture à Paris.
Au début des années 1960, Saint Laurent quitte Dior, Marc Bohan le remplace à Paris. Avec son expérience passée du prêt-à porter, il va être l'instigateur de la création d'une collection pour bébés et jeunes enfants.

### La marque
Le 7 novembre 1967, la première boutique Baby Dior de 20 m2 ouvre ses portes avenue Montaigne dans les locaux de Dior au numéro 28. Décorée par Victor Grandpierre qui avait déjà décoré l'hôtel particulier de la maison Dior, elle est inaugurée par Grace de Monaco. Dior est précurseur,,,. Il y est vendu des ballons, des peluches, des hochets, des médailles, des poupées, des couffins, de la vaisselle, des couvertures et draps, des serviettes de bain, des mules brodées des initiales BD, des cintres, embauchoirs ou sacs à chaussures. Et bien évidemment des vêtements pour enfants, de la naissance à quatre ans,, dont des robes de baptême ou des robes de cortège en plus des habits plus classiques. Trois ans plus tard est commercialisé, avec finalement peu de réussite, le premier parfum pour enfants à base d'eau de Cologne sous le nom de Baby Dior également.
Les premières collection sont fabriquées à Redon par l'entreprise Nanouchka. Dans les années 1970, Baby Dior est une licence concédée par Dior et exploitée par l'entreprise bretonne Les Ateliers Modèles. Des partenariats de distribution sont établis avec Petit Bateau bien plus tard. Dès 1987, le nombre de boutiques s'étend et la griffe pour enfants est distribuée dans le monde entier.
Gianfranco Ferré succède à Marc Bohan à la direction artistique, suivi quelques années après par John Galliano. Ce dernier modernise avec succès les collections Baby Dior,. Celles-ci sont divisées en deux collections par tranches d'âge : la gamme pour les nouveau-nés jusqu'à deux ans, toujours commercialisée au 28, avenue Montaigne, et une gamme de deux à douze ans vendue dans une nouvelle boutique tout à côté au numéro 26, composée de deux lignes principales de produits : Exclu, et la ligne Actu identique à la ligne prêt-à-porter pour femme.
En 2005, Baby Dior ouvre sa plus grande boutique d'Europe à Londres. L'année suivante, la ligne Baby Dior est réintégrée au sein du groupe et début 2007, Dior rachète Les Ateliers Modèles. 
La marque propose des vêtements inspirés des collections féminines ou de Dior Homme,,, et offre la possibilité de faire confectionner sur-mesure,.
Dans les années 2010, Baby Dior est distribué dans plusieurs centaines de points de vente au monde, et dispose de cinq boutiques en propre en Europe.